# 和光樹林公園
和光樹林公園（わこうじゅりんこうえん）は、埼玉県和光市に位置する埼玉県営の都市公園（総合公園）である。

## 概要
キャンプ・ドレイクが返還され、跡地の一部に美しい都市景観の創出を図ることを目的として建設され、1989年（平成元年）3月に開園した。通りを挟んで南側に大泉中央公園が隣接する。和光市総合体育館が所在する。疎林広場や多目的広場に分かれ、5000本の樹木が植樹されている。また、桜の名所としても知られている。かつては越戸川の支流谷中川の水源付近となっており、水路が再現されている。

## 周辺
- 朝霞駐屯地
  - 陸上自衛隊広報センター
- 埼玉県立和光国際高等学校
- 司法研修所
- 和光市役所
- 和光市民文化センター
- 新座緑道[3]
- 栄緑道 - 桜の名所[4]
- 東京都立大泉中央公園

## アクセス
- 東武東上線、東京メトロ有楽町線・副都心線和光市駅から徒歩20分[2]。